# 走向

図中の1が走向を表す。2は傾斜。

走向（そうこう、英語: strike:120）は主に地質学において、地層面とその水平面が交わることで形成される線の方向のことである:9。露頭などの地表ではクリノメーターによって、坑井などの地中ではディップメーターによって測定される。

## 概要
岩石のなす境界面は遠い目で見ると様々に変化しているが、近い目で見ると直線に近似できる:8。地層の続く方向であるとも説明される走向は、北に対して何度の差があるかという情報で示すことが可能である。この際において東西を記録しなければ、当然東に向いているのか西に向いているのかが判然しないため、東西どちらに何度向いているかという情報が走向の情報である:50。また測定及び記録する際には偏角に注意する必要がある:17:20。
これを示すための記法が規格化されたものではないものの使用されており、例えば北西に30度の走向であれば、N30°Wと示される。先述の通り北に対して何度の差があるかに対しての記録であること、また完全に東西ではない場合は必ず北から何度の差があるかで表現可能であるため、加藤 et al. (2011)によると基本的に南からの差を基準とした表記はなされないとされている:19-20。しかし天野 & 秋山 (2004)や坂 (1993)によるとこれは日本における表記方法であり、海外においては北から時計回りでの記録がなされる場合があるため注意が必要である:51-52:17。北から東西に何度とるかを示す方法を方角法（英: bearing）、北から時計回りで何度であるかを示す方法を方位法（英: azimuth）と呼ぶ:46。
面構造と線構造における走向はそれぞれ別に計測されることがあるが、恒石 & 吉田 (1975)によると、面構造における走向の測定が誤差が小さく、面構造と線構造における走向の計測において矛盾が生じた場合は、面構造の走向傾斜及び線構造の傾斜を明らかにすることによって解消できるとしている。

走向傾斜マークの例。走向はN30°W、東に45°の傾斜を示す。

測定したものの記録方法の一つとして走向傾斜マークの使用がある。これは名称の通り、その地点の走向のみならず傾斜を記録する記号である。このマークを用いて表現する場合、走向は二本の直線のうち長いものの向きである。

### 走向線
走向を示す線のことを走向線（英: strike line:121）と称す場合もある。複数箇所において走向を測定したものを地図上にプロットし、その地域の地質構造を明らかにするための「走向線図」が存在する。また一か所で測定した走向の延長線及びこれと平行な線を示すこともある:9。

## 測定
冒頭で述べた通り、走向は地表付近においてはクリノメーター、地中においてはディップメーターによって測定される。ここでは簡潔にそれぞれの機器などを用いた走向の測定方法を説明する。

### クリノメーターによる測定

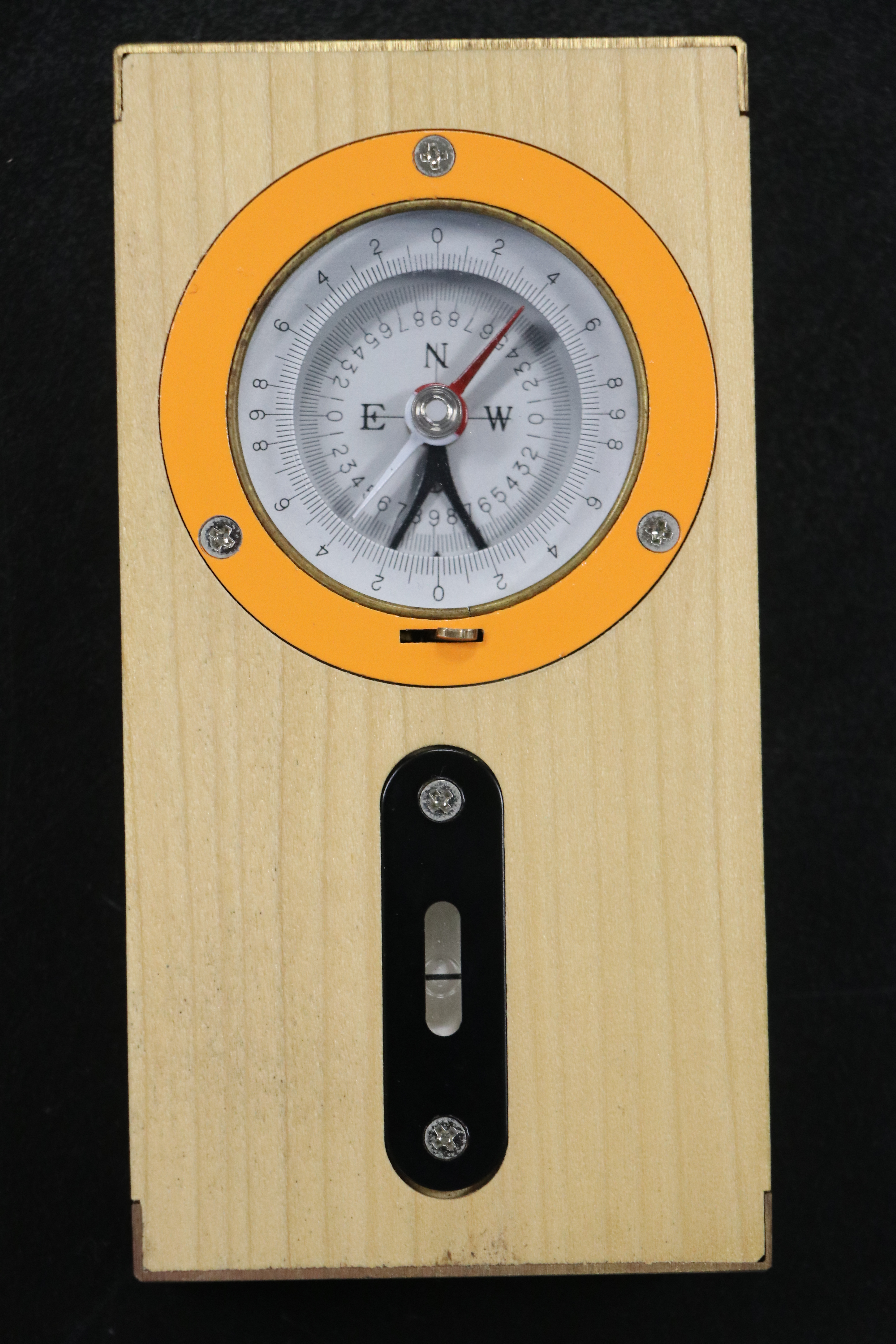
京都科学による木製クリノメーター

主に露頭において測定する場合に用いられる。計測する層にクリノメーターの長辺をあて、示された走向を読み取る。層に直接あてることが難しい場合には、アクリル板などで制作した補助板（補助走向板）を用いる:19:53。
露頭が明確に観察可能であるが、直接露頭にアプローチすることが難しい場合や、露頭の凹凸が激しく直接測定するとかえって測定データの信頼性が損なわれてしまう場合がある。このような場合において、水面がある場合は地層と水面との交わりの延長線を走向とし、水面がない場合には地層面が一つに見える場所を探したうえで観測者に正対してクリノメーターを持ち、そこで指し示されたものを走向とする。このようにして計測されたものについては平均的な計測値となる:62-63。
アナログクリノメーターの場合、一般的な方位磁針と異なり、盤面に表示されている方角が東西逆となっている。これは例えば北西に30度の走向であった場合、北を示す磁針がクリノメーターのNとWの間に入ることとなるため、あらかじめ方角を東西逆にすると便利であるためである:53。この東西逆表示は、日本の江戸時代において、振矩師の一人であった金沢清左衛門という人物が始めたといわれている。

### ディップメーターによる測定
ここで扱うディップメーターは共振回路などの測定に用いられるディップメータとは異なり、90度ごとに計4本のアームが存在し、これらのアームを直接層に接させたうえで電気抵抗の差を求める機械である。これを用いることによって走向のみならず地中の傾斜を直接的に求めることが可能である。

### 空中写真からの測定
松野 (1963)によると、明確に地層が露出している場合において走向を空中写真を用いて決定可能であるとしている。また地形が入り組んだ場所にあったとしても、同じ層が同一高度に存在した場合においてその二点を結ぶことによっても得られるが、傾斜が緩くなるとともに正確性が低下するため、精度の高い機器が必要であるとしている。

## 利用
その面が平面であった場合、先述の通りに測定したデータ及び傾斜を複数用いることによって、その面を定義することが可能であり、その地域の地質図を作成することが可能である。ここに地形図と走向線及びこれと平行な線を合わせて示し、その線と同高度の点を結ぶことによって、その境界を示すことが可能である:9。